# Jalen Brunson
Jalen Marquis Brunson (New Brunswick, 31 agosto 1996) è un cestista statunitense.
È professionista nella NBA con i New York Knicks. È stato selezionato come 33ª scelta assoluta nelDraft NBA 2018 dai Dallas Mavericks con cui ha giocato le sue prime quattro stagioni. Durante gli anni del college ha giocato con la squadra di basket della Villanova University, dove fu nominato Player of the Year al suo terzo anno e dove vinse due campionati nazionali.
Brunson ha partecipato al McDonald's All-American Boys Game del 2015, al Jordan Brand Classic e al Nike Hoop Summit. Ha guidato la Stevenson alla vittoria del campionato IHSA (Illinois High School Association) Class 4A. Ha vinto l'Illinois Mr. Basketball e ottenuto il titolo di MVP della Coppa del Mondo FIBA Under-19 del 2015. Nella stagione del campionato 2015-2016 dei Villanova Wildcats, Brunson ha avuto un ruolo di gregario, mentre nella stagione del campionato 2017-2018 è stato nominato Giocatore Nazionale dell'Anno e All-American del Consensus First Team.
Dopo aver aiutato i Mavericks a raggiungere le Western Conference Finals, ha firmato da free agent con i New York Knicks nel 2022. Con la maglia dei Knicks è stato nominato per la prima volta NBA All-Star ed è stato selezionato per l'All-NBA Team nel 2024.
Ha stabilito il record NBA per il maggior numero di tiri da tre punti effettuati in un tempo senza sbagliare (8) e ha pareggiato il record NBA per il maggior numero di tiri da tre punti effettuati in una singola partita senza sbagliare (9).

## Biografia
Nato a New Brunswick, Jalen cresce con la famiglia nel New Jersey meridionale fino alla prima media. È il figlio di Rick e Sandra Brunson. Ha una sorella, Erica, nata nel 2001. I suoi genitori si sono conosciuti alla Temple University dove Rick ha giocato per la squadra di basket. Rick ha giocato per 9 stagioni in NBA. La famiglia si stabilì prima a Cherry Hill, New Jersey, ma traslocò ben sette volte prima di stabilirsi definitivamente nel Lincolnshire, Illinois nel 2010, dove Jalen giocò per la Stevenson High School. Jalen conobbe il suo allenatore Tom Thibodeau da piccolo, quando il padre giocava per i Knicks, dove Tom era ai tempi assistente allenatore.

## Caratteristiche tecniche
Playmaker mancino, sa costruirsi il gioco, mostrando una buona efficienza al tiro, nel p&r e un ball handling che lo rendono un ottimo finalizzatore. All'evenienza sa prendere la regia mostrando le sue qualità di passatore.

## Carriera

### High School

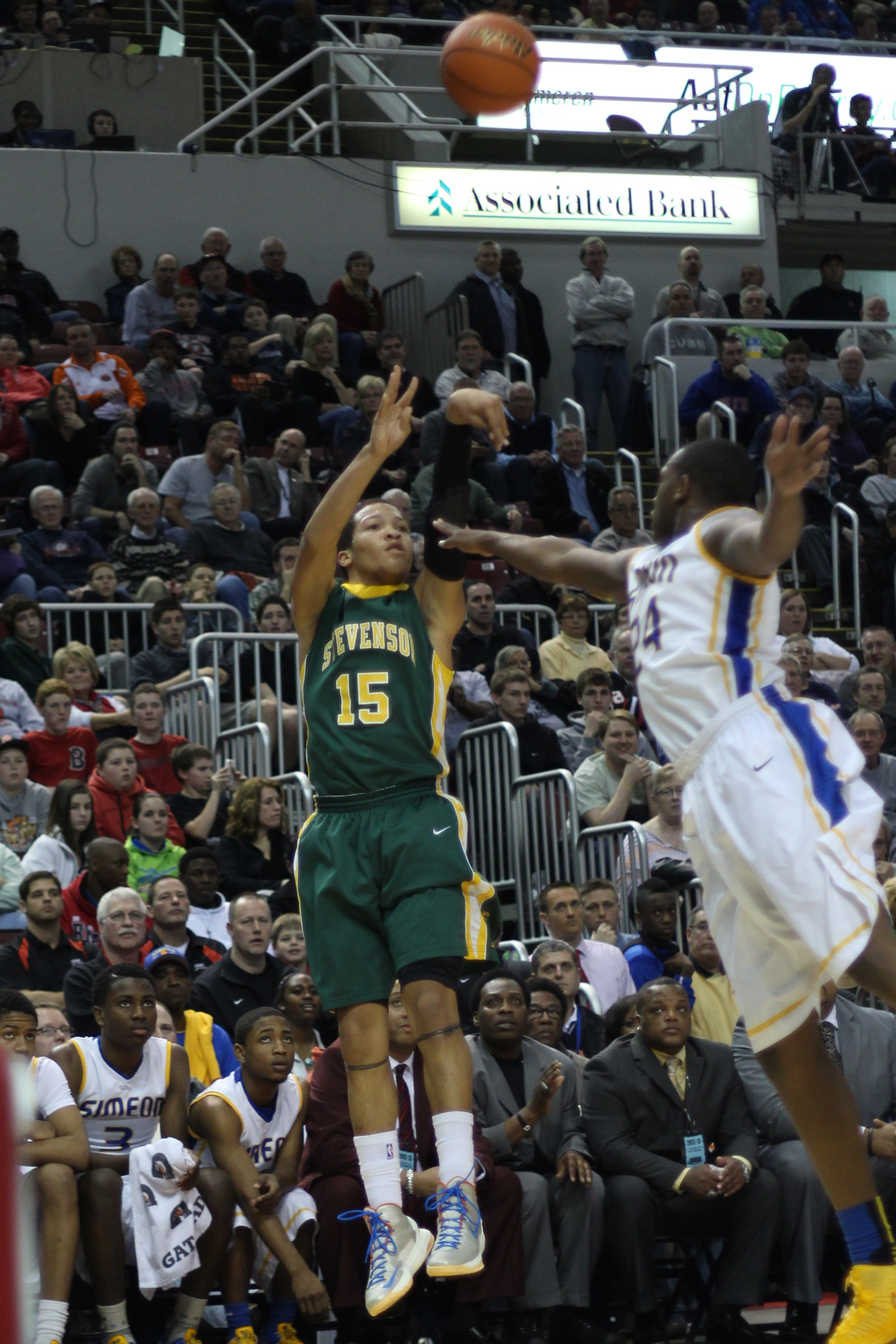
Brunson nel 2013 durante una partita di campionato IHSA Class 4A.

Brunson è stato menzionato come All-Lake County honorable mention nel suo anno da freshman (prima superiore) nel 2012, anno in cui Stevenson ha chiuso la stagione con un record di 17-11 vittorie e sconfitte. Durante il suo secondo anno (sophomore), Stevenson ha iniziato la stagione con un record di 10-4 prima di imbarcarsi in una striscia vincente di 19 partite. Quell'anno, Brunson ha guidato Stevenson alla partita di campionato IHSA Class 4A del 16 marzo 2013 contro la Simeon Career Academy, tre volte campione statale in carica allenata da Jabari Parker e Kendrick Nunn. Nella prima metà della partita, Brunson è riuscito a mandare in difficoltà con falli la guardia della Simeon, ma nella seconda metà è stato tenuto a un solo punto e la sua squadra ha perso 58-40. Stevenson ha chiuso la stagione con un record di 29-5. Alla fine della stagione, l'Associated Press lo ha nominato nel secondo quintetto All-State Class 4A, unico sophomore tra il primo e il secondo quintetto. Brunson ha viaggiato a una media di 21.5 punti a partita in quella stagione.

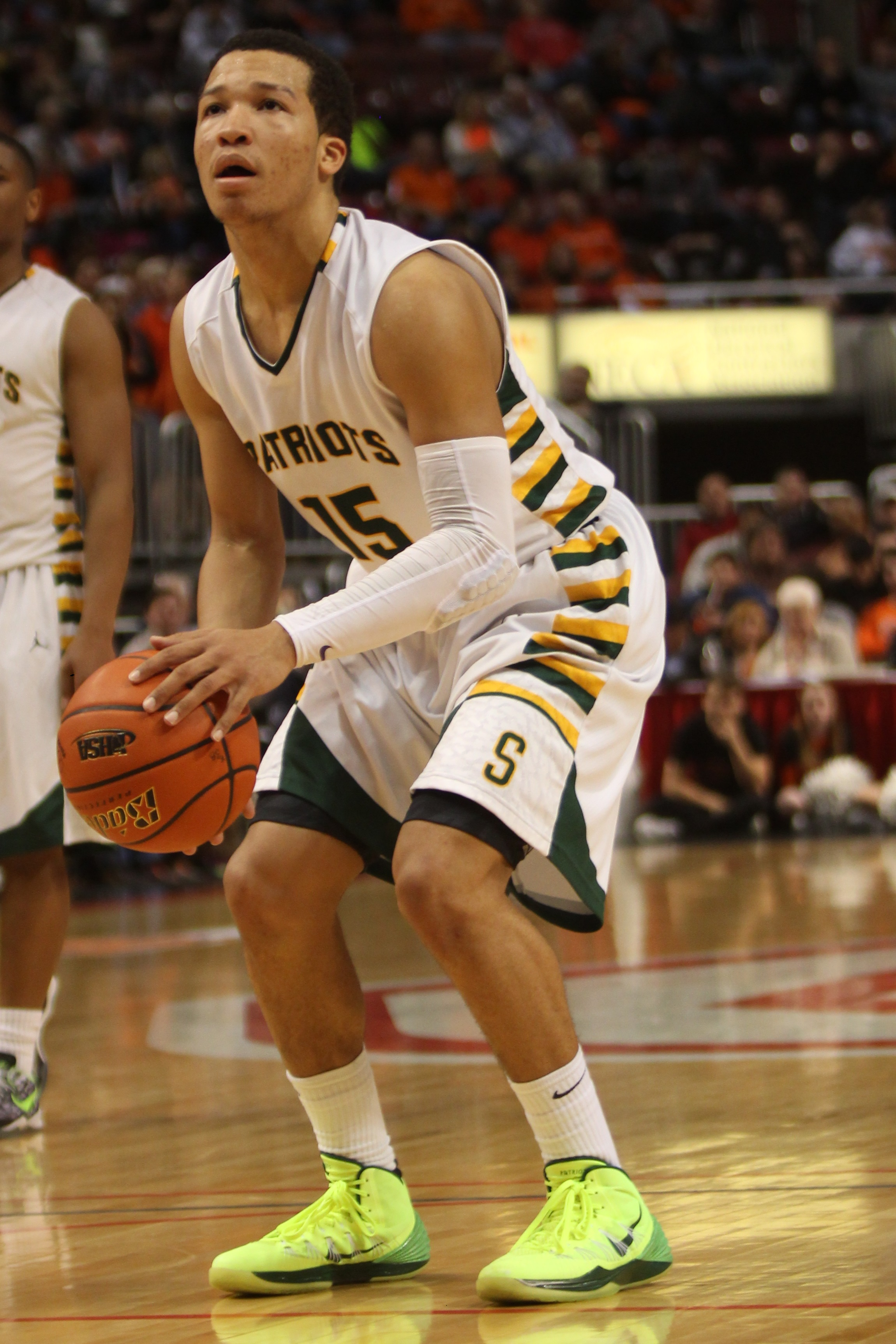
Brunson durante 2014 IHSA Class 4A consolation game

Il 21 febbraio 2014, Brunson, all'epoca junior (terzo anno), segnò 57 punti in una vittoria dopo due tempi supplementari contro la Lake Forest High School. Questa prestazione gli fece conquistare sia il record di punti in una singola partita che quello di sempre per la sua scuola. Il 21 marzo, Brunson stabilì il record IHSA di punti segnati in una singola partita di playoff contro la Whitney Young High School guidata da Jahlil Okafor, realizzando 56 punti nella semifinale statale persa 75-68. Durante la partita, alcune immagini statiche di un movimento di Brunson sembravano mostrare un gesto osceno, ma i video della scena furono ritenuti inconcludenti e una sospensione iniziale per la successiva partita di consolazione venne revocata. Brunson chiuse la stagione con una media di 26.1 punti, 5.4 rimbalzi, 4.7 assist e 2.9 recuperi a partita, contribuendo al record di squadra di 32-2 per la Stevenson. Due compagni di squadra erano figli di atleti della National Football League: Matt Morrissey e Cameron Green. Brunson venne nominato Giocatore dell'Anno Gatorade per lo stato dell'Illinois durante il suo anno da junior. Al termine della stagione, l'Associated Press lo inserì nel primo quintetto All-State Class 4A, l'unico non-senior in una squadra che comprendeva anche Okafor, Cliff Alexander, Tyler Ulis e Sean O'Mara. Arrivò quarto nelle votazioni per il titolo di Mr. Basketball dell'Illinois nel 2014. Nell'aprile 2014, Illinois, Purdue, Kansas e Villanova ricevettero visite a casa per valutare la sua partecipazione al loro programma di basket universitario.Il 3 maggio 2014, annunciò le otto scuole per le quali stava considerando di giocare a basket a livello universitario: UConn, Michigan State, Illinois, Kansas, Purdue, Villanova, Michigan e Temple. Quell'estate venne classificato come la miglior point guard in base a ESPN, nonostante la classe di giocatori fosse carente di point guard d'élite. Il 25 giugno, il giorno dopo la vittoria della medaglia d'oro di Jalen al campionato FIBA Americas Under-18 del 2014, Rick Brunson ricevette un'offerta come assistente allenatore in panchina da Temple. L'offerta di Temple saltò all'aria quando Rick Brunson venne arrestato per diverse accuse il 25 luglio, e la squadra uscì dalla corsa per accaparrarsi Jalen. Brunson partecipò alla LeBron James Skills Academy dal 9 all'11 luglio. Il 5 agosto annunciò visite ufficiali all'Illinois dal 29 al 31 agosto, a Villanova dal 4 al 6 settembre, poi a Temple dall'11 al 13 settembre e, il 9 agosto, annunciò visite ufficiali al Michigan State dal 19 al 21 settembre e a Purdue dal 26 al 28 settembre.

L'8 settembre Brunson annunciò di voler limitare il suo processo di valutazione e di prendere una decisione tra Illinois e Villanova il 10 settembre. In quella data, Brunson si impegnò con Villanova. Al momento della sua decisione, era classificato come la miglior point guard della classe nazionale del 2015 da Scout.com. La squadra di Stevenson era tra le prime 10 della classifica nazionale pre-stagionale dei licei stilata da MaxPreps. Molto ci si aspettava dalla squadra di Brunson dopo le sconfitte subite nelle finali del torneo IHSA del 2013 e del 2014 contro squadre guidate da Parker e Okafor, nonostante nessuna squadra della contea di Lake avesse mai vinto un campionato statale di basket. La squadra inanellò 11 vittorie consecutive ad inizio stagione prima di perdere 88-81 contro la Chaminade Prep e la sua stella Jayson Tatum al Cancer Research Classic di Wheeling, West Virginia, nonostante i 48 punti di Brunson. Il 17 gennaio, Brunson e la Stevenson affrontarono Derryck Thornton, Jr. e la Findlay Prep all'Hoophall Classic. All'epoca, Brunson era la terza point guard della classe 2015, mentre Thornton era la seconda della classe 2016 per la squadra numero 1 del paese secondo USA Today. La Findlay, guidata dai 27 punti della futura promessa dell'Arizona Allonzo Trier, tenne a bada Brunson a quota 26 punti nella seconda sconfitta stagionale per la Stevenson, che fino a quel momento aveva un record di 15-1. Il 28 gennaio venne convocato per il McDonald's All-American Boys Game del 2015, diventando il secondo giocatore della contea di Lake a ricevere questo riconoscimento. Il 2 febbraio fu selezionato nell'undici di Team USA per il Nike Hoop Summit. Il 21 febbraio la Stevenson perse contro la Simeon nonostante i 25 punti segnati da Brunson con un tiro da 9 su 24, interrompendo una striscia vincente in-state di 22 partite in una sfida tra le due migliori squadre dello stato. Il reparto dei lunghi della Simeon annoverava tre giocatori già impegnati con la Big Ten Conference: D. J. Williams (Illinois), Ed Morrow (Nebraska) e Isaiah Moss (Iowa). Il 5 marzo venne inserito nel roster del Jordan Brand Classic.

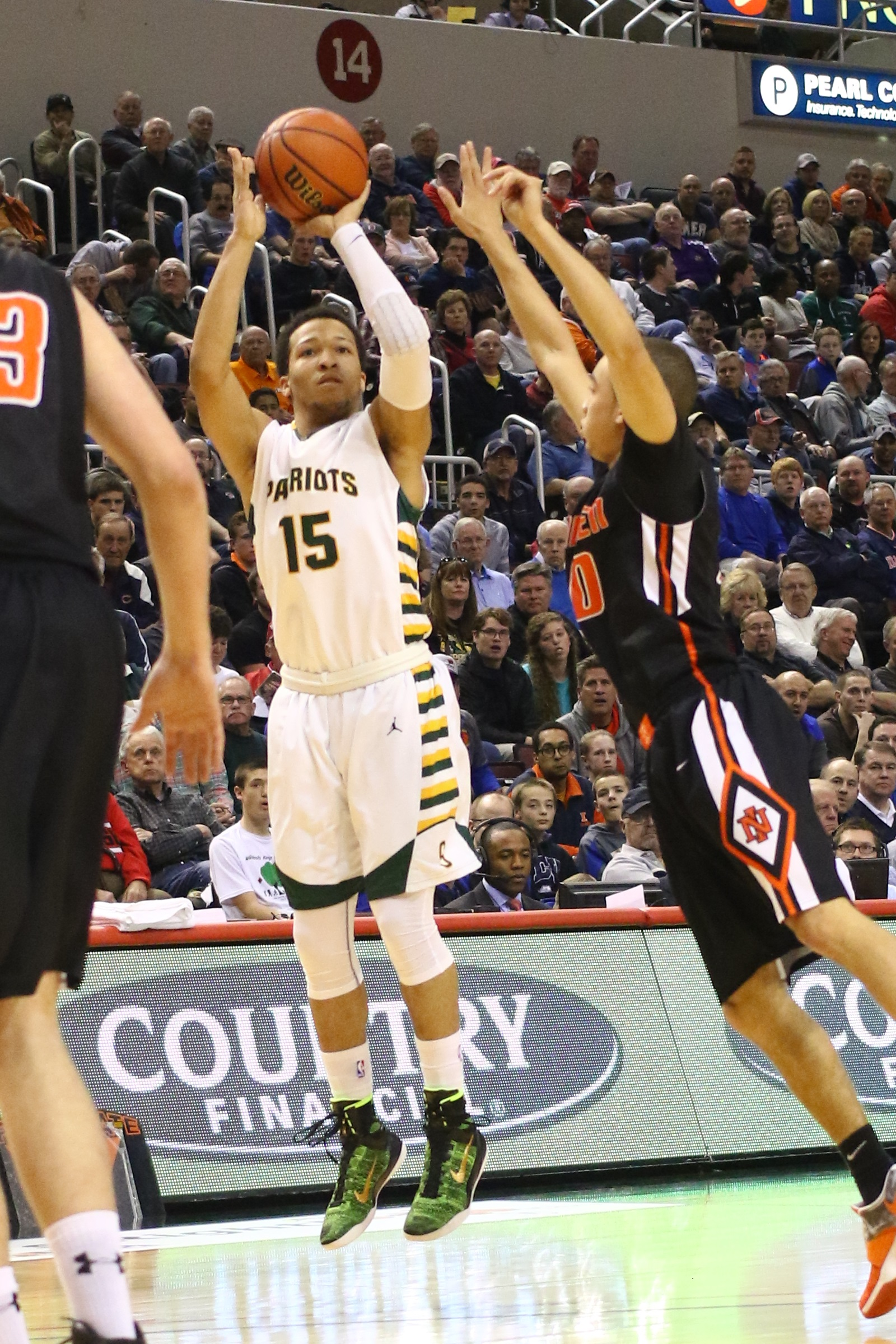
Brunson nel 2015

Il 17 marzo, Brunson trascinò la Stevenson alla vittoria contro la Riverside Brookfield High School, qualificandola per la terza partecipazione consecutiva alle final four IHSA. In quella partita, Brunson divenne il detentore del record di punti segnati in carriera nella contea di Lake. Il 19 marzo Brunson ricevette il maggior numero di voti per il team All-State Class 4A dell'Illinois stilato dall'Associated Press. Il 20 marzo si confermò Giocatore dell'Anno Gatorade dell'Illinois per il secondo anno consecutivo. Brunson guidò la Stevenson alle final four IHSA per la terza volta consecutiva, ma stavolta la condusse anche al primo campionato statale per una scuola della contea di Lake grazie a un record di 30 punti nella vittoria per 57-40 contro la Normal Community High School nel match per il titolo IHSA Class 4A. Brunson realizzò 9 canestri su 15 tentativi dal campo e fu perfetto ai tiri liberi (9 su 9). Il 2015 fu il nono anno consecutivo in cui una squadra della contea di Lake raggiunse le final four IHSA; la Stevenson divenne la prima scuola della divisione scuole superiori e la terza in totale a vincere il campionato statale di football e basket IHSA nello stesso anno.[50] La vittoria lo liberò dal peso delle sconfitte subite nelle final four IHSA contro squadre guidate da Parker e Okafor. A fine stagione vinse il titolo di Mr. Basketball dell'Illinois con 552 punti e 99 dei 132 voti di primo posto, superando Charles Matthews, anch'egli selezionato per il Jordan Brand All-American, che aveva ottenuto 157 punti. Brunson concluse la sua stagione da senior con una media di 23.3 punti, 5.2 assist e 4.7 rimbalzi a partita, tirando con il 38% da tre punti e l'83% ai tiri liberi. Al POWERADE Jam Fest del 30 marzo, evento collegato al McDonald's All-American Game, Brunson vinse la gara di abilità superando in finale Carlton Bragg e Isaiah Briscoe, e arrivò in finale anche per la gara del tiro da tre punti. Brunson venne inserito nel primo quintetto All-American da Parade, e nel terzo quintetto All-USA High School Basketball Team di USA Today. Al Nike Hoops Summit dell'11 aprile, Brunson realizzò 12 punti e fornì sette assist nella sconfitta per 103-101. Al Jordan Brand Classic del 17 aprile, Brunson fu il leader della partita per numero di palloni rubati con tre. Concluse la sua carriera liceale classificandosi al numero 16 nella classifica ESPN 100 e come miglior seconda guardia alle spalle di Isaiah Briscoe.

### College

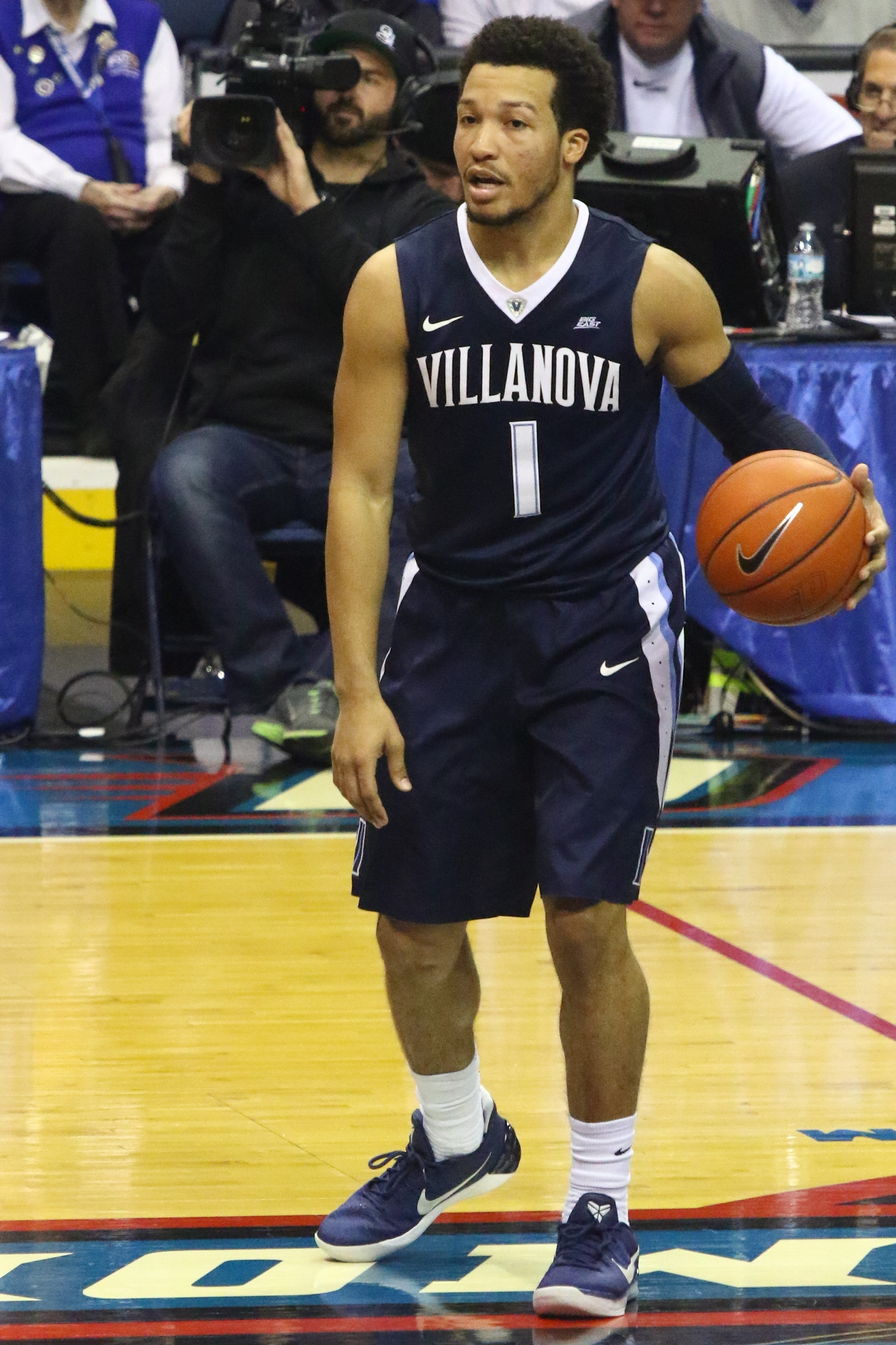
Brunson con i WIldcats nel 2016-2017

Brunson è stato scelto nella selezione per il Bob Cousy Award composta da 20 giocatori. È stato anche scelto come Preseason Freshman of the Year della Big East Conference 2015-16 dagli allenatori della conferenza, nonostante Henry Ellenson sia stato l'unico freshman selezionato per il Preseason All-Big East First o Second Team del 2015-16. I Wildcats di Brunson nel 2015-16 sono stati scelti all'unanimità dagli allenatori del pre-stagione per vincere la conferenza. Nelle classifiche pre-stagionali dei 100 migliori giocatori, Brunson è stato classificato al 46º posto da ESPN e al 41° da NBC Sports. Durante il pre-stagione, Mike Rutherford di SB Nation ha selezionato Brunson come uno dei 10 giocatori di basket universitario più importanti per il 2015-16. Il 17 novembre è entrato a far parte della lista iniziale di 50 giocatori del John R. Wooden Award. Il 2 dicembre, Brunson è stato inserito nella lista di controllo del Wayman Tisdale Award composta da 18 giocatori.
Brunson è stato nuovamente selezionato per la lista di controllo pre-stagionale del Bob Cousy Award composta da 20 giocatori, stavolta come sophomore. Ha ricevuto una menzione d'onore nella selezione All-Big East pre-stagionale. Il 5 dicembre, i Wildcats del 2016-17 sono saliti in cima alla classifica del campionato NCAA Division I maschile 2016-17. La sera successiva, Brunson ha segnato il suo record in carriera con 26 punti in una vittoria del Philadelphia Big 5 su La Salle. Dopo aver contribuito alla vittoria di Villanova nella partita di apertura della stagione Big East 2016-17 contro DePaul il 28 dicembre, Brunson ha segnato un record in carriera di 27 punti nell'80-70 del 31 dicembre contro la numero 10 Creighton, portando la numero 1 Villanova a un record di 14-0 e 2-0 in conference. Queste due prestazioni gli sono valse il riconoscimento di giocatore della settimana Big East il 2 gennaio. Il 9 febbraio, Brunson è stato inserito nella lista dei 30 migliori candidati al Naismith Award. Il 18 febbraio, contro Seton Hall, Brunson ha ottenuto la sua prima doppia doppia in carriera con 10 assist, un record in carriera, e 22 punti. Al termine della stagione regolare, è stato uno dei quattro giocatori scelti all'unanimità per il primo quintetto All-Big East 2016-17. Dopo aver viaggiato a una media di 14,7 punti e 4,1 assist da sophomore, Brunson ha deciso di tornare a Villanova per la sua stagione da junior. A stagione conclusa e con la definizione del draft NBA 2017, Brunson è stato indicato da NBC Sports come probabile All-American pre-stagionale.

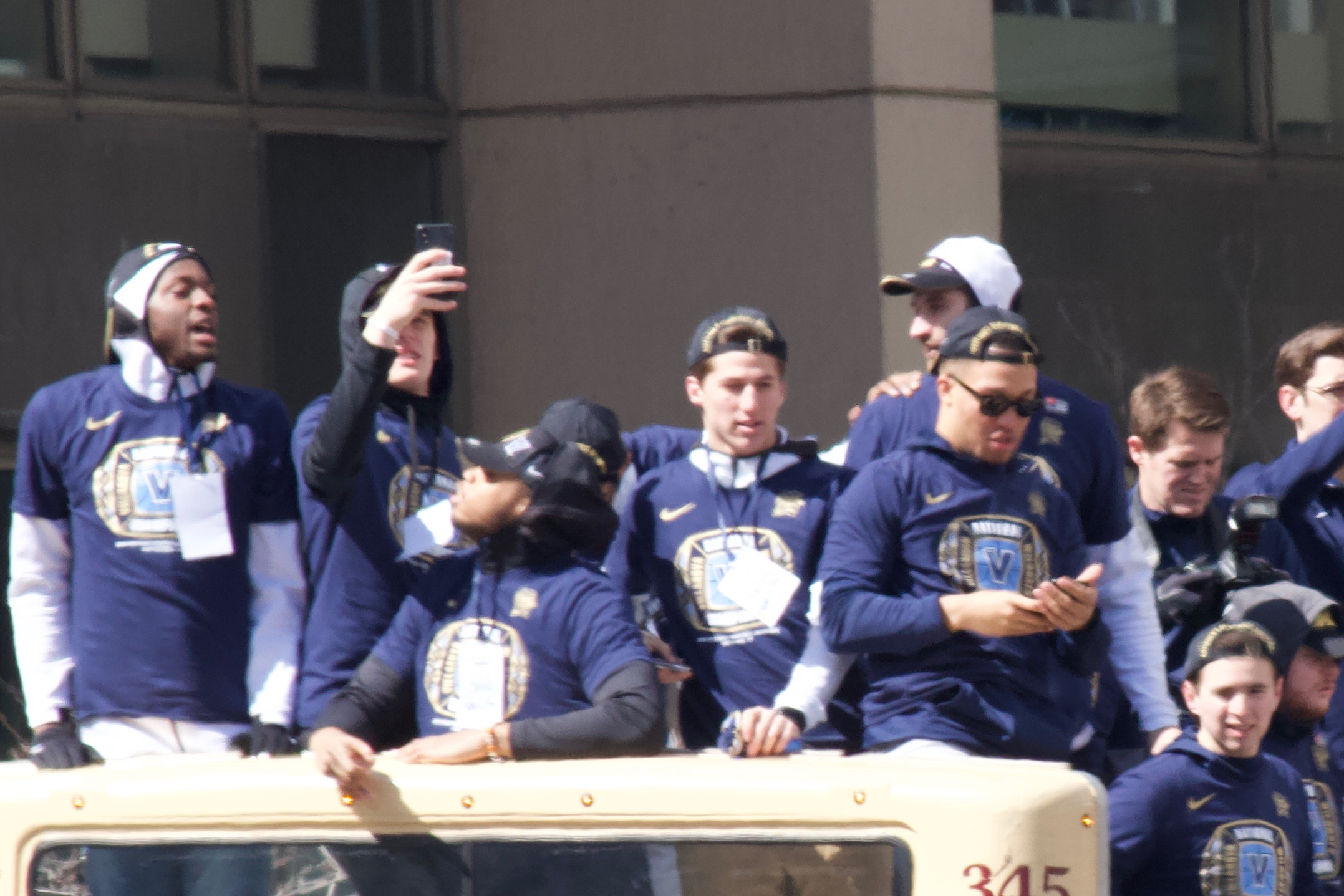
Eric Paschall, Donte DiVincenzo, Omari Spellman, Collin Gillespie, Jalen Brunson.

Brunson è stato nominato giocatore pre-stagionale dell'anno All-Big East 2017-18. È stato selezionato come All-American pre-stagionale dall'Associated Press (1° quintetto) e da ESPN (2° quintetto) [97]. È stato inserito nella lista di controllo pre-stagionale per il John R. Wooden Award, Oscar Robertson Trophy, Lute Olson Award e Naismith College Player of the Year.
Brunson ha guidato Villanova alla vittoria del campionato del Battle 4 Atlantis 2017, guadagnandosi l'MVP del torneo e venendo riconosciuto il 27 novembre come Giocatore della settimana Big East. Il 13 dicembre, Brunson ha segnato il suo record in carriera con 31 punti, inclusi 22 nel primo tempo, per portare i Wildcats alla vittoria su Temple per 87-67. La volta successiva in cui avrebbe segnato 31 punti in una partita è stato il 30 dicembre 2017, quando Villanova ha perso la sua prima partita della stagione contro Butler. Ha totalizzato un terzo punteggio di 31 punti il 28 gennaio per aiutare Villanova a una vittoria per 85-82 su Marquette.
Brunson è stato nominato Academic All-District, diventando uno dei 40 finalisti per la squadra Academic All-America di 15 giocatori. È stato nominato come uno dei 10 semifinalisti per il Naismith Award. È stato nominato come uno dei 20 finalisti a fine stagione per il Wooden Award. Dopo la stagione regolare, Brunson è stato una delle tre selezioni unanimi All-Big East 2017-18, ed è stato nominato sia Giocatore dell'anno di basket maschile della Big East Conference che Atleta dell'anno Big East Scholar pochi giorni dopo. Come studioso, era sulla buona strada per laurearsi durante l'estate dopo la sua stagione da junior. È stato un All-American di consenso del primo quintetto dopo essere stato selezionato come All-American del primo quintetto da Sporting News, USBWA, Associated Press e NABC. Gli è stato assegnato anche l'USBWA Oscar Robertson Trophy, l'Associated Press College Basketball Player of the Year, il Naismith College Player of the Year, il John R. Wooden Award, l'NABC Player of the Year, CBS Sports National Player of the Year, il Bob Cousy Award e lo Sporting News Player of the Year. Brunson è stato selezionato come Academic All-America del secondo quintetto. Brunson è stato nominato Most Outstanding Player of the East Region ed è stato raggiunto nella squadra East Region All-tournament team da Omari Spellman ed Eric Paschall. Villanova ha vinto la partita del campionato nazionale del torneo di basket maschile NCAA 2018. Dopo la sua stagione da junior, si è dichiarato per il draft NBA 2018 e ha assunto un agente.
Il 17 dicembre 2019, Brunson è stato nominato giocatore di basket universitario del decennio da Sporting News.

### NBA

#### Dallas Mavericks (2018–2022)
Il 21 giugno 2018, i Dallas Mavericks selezionarono Brunson con la 33ª scelta assoluta. Fu il quarto e ultimo giocatore di Villanova ad essere scelto nel draft NBA 2018. Brunson non firmò fino a dopo aver completato la sua partecipazione alla Summer League NBA 2018 e gli fu assegnato un contratto quadriennale simile a una selezione del primo turno con 3 anni garantiti. Debuttò in NBA il 17 ottobre 2018, registrando tre punti, un rimbalzo e un assist in una sconfitta per 100-121 contro i Phoenix Suns. Dopo essere partito dalla panchina per le sue prime quattro partite NBA, Brunson partì titolare al posto dell'infortunato Dennis Smith Jr. il 26 ottobre contro i Toronto Raptors, segnando otto punti, quattro assist e tre rimbalzi. L'8 novembre, Brunson segnò 11 punti contro gli Utah Jazz. Brunson sostituì Smith come titolare e stabilì i suoi massimi in carriera con 14 punti l'8 dicembre contro gli Houston Rockets e 17 punti il 10 dicembre contro gli Orlando Magic. Il 5 gennaio è stato premiato dalla Philadelphia Sports Writers Association come Amateur Athlete of the Year. Quella stessa notte, con J. J. Barea e Devin Harris fuori causa, Brunson ha segnato 13 punti, un record in carriera di 11 rimbalzi e quello che all'epoca era un record in carriera di otto assist contro i Philadelphia 76ers per il suo primo doppio doppio da professionista. Partendo in sostituzione di Luka Dončić il 22 febbraio, Brunson ha segnato un record in carriera di 22 punti contro i Denver Nuggets. Il 12 marzo 2019, Brunson ha migliorato il suo record in carriera con 34 punti, cinque rimbalzi, quattro assist e un recupero in una sconfitta per 105-112 contro i San Antonio Spurs. Il 7 aprile, Brunson ha segnato un record in carriera di dieci assist insieme a 12 punti contro i Memphis Grizzlies per il suo secondo doppio doppio in carriera. Con Dončić fuori squadra il 16 dicembre 2019 e Brunson titolare, i Mavericks 2019-20 hanno interrotto una striscia vincente di 18 partite dei Milwaukee Bucks, in una notte in cui Brunson ha stabilito il suo record in carriera di 11 assist e il suo primo doppio doppio della stagione (13 punti). Il 13 marzo 2020, si è saputo che Brunson era stato sottoposto a un intervento chirurgico per riparare un labrum della spalla destra. Durante la stagione NBA 2020-21, Brunson ha ottenuto i massimi in carriera in punti, rimbalzi e assist, arrivando quarto nelle votazioni per il premio NBA Sixth Man of the Year.
Nella stagione NBA 2021-22, Brunson è diventato titolare e ha nuovamente chiuso la stagione con i massimi in carriera in punti, rimbalzi e assist. Il 16 aprile 2022, durante Gara 1 del primo turno dei playoff, Brunson ha messo a segno 24 punti, sette rimbalzi e cinque assist in una sconfitta per 93-99 contro gli Utah Jazz. Il 18 aprile, durante Gara 2 del primo turno dei playoff, Brunson ha stabilito il suo record in carriera nei playoff con 41 punti, insieme a otto rimbalzi e cinque assist in una vittoria per 110-104 sugli Jazz. Il 15 maggio, Brunson ha segnato 24 punti e conquistato sei rimbalzi nella vittoria schiacciante per 123-90 di Gara 7 contro i Phoenix Suns, la prima testa di serie del tabellone, assicurando ai Mavericks un posto nelle finali della Western Conference. Il 20 maggio, durante Gara 2 delle finali della Western Conference, Brunson ha registrato 31 punti, 7 rimbalzi e 5 assist in una sconfitta per 126-117 contro i Golden State Warriors.

#### New York Knicks (2022–attuale)
Il 2 giugno 2022, suo padre è stato assunto dai New York Knicks come assistente allenatore. Il 12 luglio 2022, Brunson ha firmato un contratto quadriennale da 104 milioni di dollari con i New York Knicks. Più tardi, i Knicks sono stati penalizzati per aver intavolato conversazioni con Brunson prima dell'apertura della finestra del free agency.
Il 19 ottobre ha debuttato con i Knicks in una sconfitta per 115-112 all'overtime contro i Memphis Grizzlies, segnando 15 punti insieme a nove assist e sei rimbalzi. Il 26 ottobre, Brunson ha segnato 27 punti, collezionato 13 assist e catturato sette rimbalzi durante una vittoria per 134-131 all'overtime contro i Charlotte Hornets.
Il 4 gennaio 2023, Brunson ha segnato 38 punti, insieme a sette rimbalzi e sei assist in una vittoria per 117-114 sui San Antonio Spurs. Il 9 gennaio, Brunson ha messo a segno un nuovo record in carriera con 44 punti in una sconfitta per 111-107 contro i Milwaukee Bucks. Il 16 gennaio, Brunson è stato riconosciuto come giocatore della settimana della Eastern Conference NBA per la settimana dal 9 al 15 gennaio, dopo aver segnato una media di 34,8 punti, 5,8 rimbalzi e 5,0 assist con 3 partite da 30 punti, con i Knicks che hanno ottenuto un record di 3-1 per la settimana. È stato il suo primo premio Giocatore della settimana NBA in carriera.
Il 20 novembre 2023, Brunson ha ottenuto il suo secondo premio come NBA Player of The Week con i Knicks che hanno ottenuto un record di 3-1 mentre lui ha segnato una media di 28,5 punti e 6,5 assist, incluso prestazioni consecutive da 32 punti. Il 30 novembre, Brunson ha messo a segno 42 punti, sei rimbalzi e otto assist nella vittoria per 118-112 sui Detroit Pistons. Ha anche eguagliato il record per il maggior numero di partite da 40 punti segnate da una guardia (5, Frazier, Stephon Marbury) nella storia dei Knicks. Il 15 dicembre ha stabilito il suo record in carriera con 50 punti tirando 17 su 23, inclusi 9 su 9 da tre punti, oltre a 9 assist, 6 rimbalzi e 5 recuperi in una vittoria di rimonta contro i Phoenix Suns. È diventato il nono giocatore a segnare 50 punti con la maglia dei Knicks.
Le sue 9 su 9 da tre punti hanno eguagliato un record NBA per prestazioni perfette da tre punti, inizialmente stabilito dalla guardia dei New York Knicks, Latrell Sprewell che ha tirato 9 su 9 il 4 febbraio 2003, eguagliato due volte da Ben Gordon per i Bulls il 14 aprile 2006 e per i Pistons il 21 marzo 2012. È stata la prima partita da 50 punti nella storia della NBA senza un tiro da tre punti sbagliato (minimo 8 tentativi), contribuendo a interrompere una striscia di 13 sconfitte consecutive dei Knicks contro squadre con Kevin Durant.
Brunson ha tirato 12 su 12 (8 su 8 da tre) nel secondo tempo, diventando il primo giocatore NBA a tirare 8 su 8 da tre punti in un tempo di gioco NBA. Il precedente record di 7 su 7 era stato detenuto da molti giocatori. Era stato raggiunto almeno tre volte in ciascuna delle due stagioni NBA precedenti. Prima della stagione NBA 2021-22, 5 giocatori avevano tirato 7 su 7 in un tempo di gioco NBA (tutti prima del 2015, il primo da Raef LaFrentz). Brunson ha tirato 7 su 7 (5 su 5 da tre) nel 3° quarto. Il 10 febbraio 2017, Carmelo Anthony ha tirato 5 su 5 da tre punti (8 su 8 dal campo) in un quarto e 6 su 6 in un tempo per i Knicks.

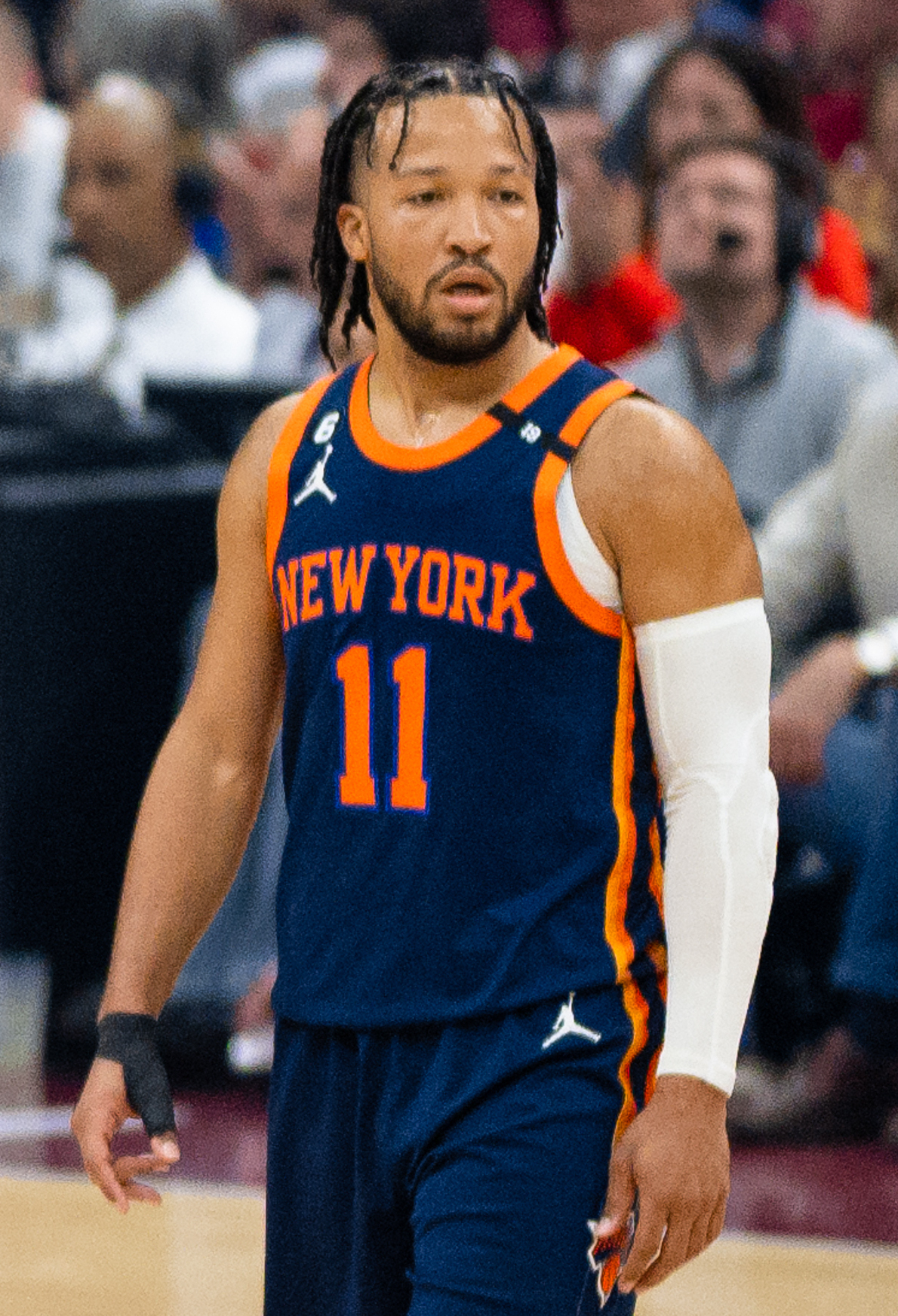
Brunson nel 2023

La sua seconda metà da 35 punti è stata la prima volta che un giocatore NBA ha segnato oltre 30 punti in un tempo senza sbagliare dal campo, tirando almeno 10 volte dal campo e 5 tentativi da tre punti. La prestazione ha segnato la prima volta che un giocatore NBA aveva totalizzato 50 punti, cinque rimbalzi, cinque assist, cinque recuperi e cinque tiri da tre punti. Brunson è stato il sesto giocatore e il primo da Anthony Davis a registrare 50 punti, cinque assist e cinque recuperi il 16 ottobre 2016, nonché il primo giocatore da Michael Jordan il 18 marzo 1988 a registrare almeno 50 punti, nove assist, cinque rimbalzi e cinque recuperi.
Il 1º gennaio 2024, al debutto con i Knicks del nuovo compagno di squadra OG Anunoby, Brunson ha stabilito un record in carriera con 14 assist contro i Minnesota Timberwolves. Il 3 gennaio, ha fatto seguito a questo risultato con 13 assist contro i Chicago Bulls, segnando la sua prima coppia di partite consecutive con cifre doppie di assist in quella stagione. Per la settimana dal 1° al 7 gennaio, gli è stato assegnato il suo secondo premio di NBA Player of The Week della stagione e il terzo della sua carriera, guidando i Knicks a un record di 4-0 per la settimana. Più avanti nel mese, Brunson ha collezionato cinque partite consecutive da 30 punti. Il mese di gennaio di Brunson è stato il 2° miglior plus-minus di un singolo mese nella storia della NBA (a 256, dietro ai 272 di Scottie Pippen nel novembre 1996). Il 1º febbraio, Brunson è stato nominato riserva per l'All-Star Game NBA 2024 per la prima volta in carriera. Il 14 marzo ha segnato 45 punti contro i Portland Trail Blazers. Il 16 marzo, Brunson ha segnato 42 punti contro i Sacramento Kings, diventando il quarto Knick a segnare 40 o più punti in partite consecutive, unendosi ad Anthony, Patrick Ewing e Bernard King. Il 18 marzo, Brunson ha ottenuto il riconoscimento di NBA Eastern Conference Player of the Week per una media di 35,7 punti durante una settimana con un record di 3-0 per i Knicks. Il 29 marzo, Brunson ha segnato un record in carriera di 61 punti in una sconfitta per 130-126 all'overtime contro i San Antonio Spurs. [200] La prestazione è stata a un punto dal record di franchigia dei Knicks stabilito da Carmelo Anthony il 24 gennaio 2014. [201] Brunson è stato premiato come Giocatore del mese per marzo. Nel corso del mese ha tenuto una media di 28,8 punti e 5,8 assist a partita. Il 7 e il 9 aprile, Brunson ha segnato rispettivamente 43 punti contro Milwaukee e 45 contro Chicago, per un'altra coppia consecutiva di partite da 40 punti. Poi, l'11 aprile, Brunson ha segnato 39 punti pur rimanendo fuori dal campo nel quarto quarto contro Boston. Questa prestazione ha fatto di Brunson il terzo Knick ad aver collezionato 5 partite consecutive da 35 o più punti (King: 5, 1984-85; Anthony: 6, 2012-13). Chiudendo la stagione con 7 partite consecutive da 30 punti, ha eguagliato il record di franchigia dei Knicks per numero di partite da 30 punti in una singola stagione con il suo 36º (Richie Guerin, 1961-62; Ewing, 1989-90). La prestazione da 40 punti nel finale di stagione del 14 aprile contro i Bulls lo ha anche portato al pari con Ewing per il secondo posto nella classifica delle partite da 40 punti in una singola stagione dei Knicks con 11 (dietro a King, 13). Il 15 aprile, Brunson ha ottenuto il premio di NBA Eastern Conference Player of the Week per una media di 38,5 punti, 7,5 assist e 3,5 rimbalzi, con una media del 50% al tiro da tre punti, guidando i Knicks a un record di 4-0 e alla seconda testa di serie per i playoff. Brunson si è classificato al 5º posto nelle votazioni per l'MVP NBA ed è stato nominato per la prima volta in carriera nel Second Team All-NBA.
Nella Gara 4 del primo turno dei playoff contro i Philadelphia 76ers, Brunson ha segnato 47 punti in una vittoria per 97-92. Il punteggio è stato il suo massimo in carriera in una singola partita di playoff e un record dei Knicks in una singola partita di playoff. King aveva segnato 46 punti due volte durante i playoff NBA del 1984. Con 10 assist, è diventato il primo Knick a segnare 40 punti durante una doppia doppia punti-assist nei playoff. È diventato anche il primo Knick con doppie doppie punti-assist consecutive da 30 punti nei playoff e il suo secondo tempo da 24 punti ha stabilito il record di carriera dei Knicks con sette metà di playoff da 20+ punti. In quella serie, è diventato il secondo giocatore NBA (e il primo da Oscar Robertson nei playoff NBA del 1973) ad avere tre partite da 35+ punti e 10+ assist in una serie di playoff NBA. È diventato il primo giocatore a chiudere una serie di playoff NBA con 3 partite consecutive da 40+ punti da Michael Jordan con "The Shot" nei playoff NBA del 1989. Brunson ha aperto il secondo turno dei playoff contro gli Indiana Pacers con 43 punti e 6 assist, diventando il 4º giocatore nella storia NBA e il primo da Jordan nelle finali NBA del 1993 a segnare 40+ punti in quattro partite consecutive di playoff e il primo in assoluto a farlo con 5+ assist in ognuna delle quattro partite di playoff. È diventato anche il primo Knick a collezionare cinque partite consecutive da 30+ punti e 5+ assist. [217][218] In Gara 5, ha segnato 44 punti nella partita, inclusi 28 nel primo tempo, stabilendo un record dei Knicks per punti segnati in un tempo di playoff. In Gara 7, Brunson si è fratturato la mano sinistra, i Knicks sono stati eliminati in sette partite; poco dopo, è stato operato per riparare la mano rotta.

## Statistiche

### NCAA
| Anno       | Squadra            | PG  | PT  | MP   | TC%  | 3P%  | TL%  | RP  | AP  | PRP | SP  | PP   |
| ---------- | ------------------ | --- | --- | ---- | ---- | ---- | ---- | --- | --- | --- | --- | ---- |
| 2015-2016† | Villanova Wildcats | 40  | 39  | 24,0 | 45,2 | 38,3 | 77,4 | 1,8 | 2,5 | 0,7 | 0,0 | 9,6  |
| 2016-2017  | Villanova Wildcats | 36  | 36  | 31,1 | 54,1 | 37,8 | 87,6 | 2,6 | 4,1 | 0,9 | 0,0 | 14,7 |
| 2017-2018† | Villanova Wildcats | 40  | 40  | 31,8 | 52,1 | 40,8 | 80,2 | 3,1 | 4,6 | 0,9 | 0,0 | 18,9 |
| Carriera   | Carriera           | 116 | 115 | 28,9 | 51,0 | 39,3 | 82,0 | 2,5 | 3,7 | 0,8 | 0,0 | 14,4 |

#### Massimi in carriera
- Massimo di punti: 31 (4 volte)[3]
- Massimo di rimbalzi: 7 vs Lafayette (11 novembre 2016)
- Massimo di assist: 10 vs Seton Hall (18 febbraio 2017)
- Massimo di palle rubate: 4 vs Lafayette (17 novembre 2017)
- Massimo di stoppate: 1 vs Georgetown (3 marzo 2018)
- Massimo di minuti giocati: 40 vs Providence (10 marzo 2018)

### NBA

#### Regular Season
| Anno      | Squadra          | PG  | PT  | MP   | TC%  | 3P%  | TL%  | RP  | AP  | PRP | SP  | PP   |
| --------- | ---------------- | --- | --- | ---- | ---- | ---- | ---- | --- | --- | --- | --- | ---- |
| 2018-2019 | Dallas Mavericks | 73  | 38  | 21,8 | 46,7 | 34,8 | 72,5 | 2,3 | 3,2 | 0,5 | 0,1 | 9,3  |
| 2019-2020 | Dallas Mavericks | 57  | 16  | 17,9 | 46,6 | 35,8 | 81,3 | 2,4 | 3,3 | 0,4 | 0,1 | 8,2  |
| 2020-2021 | Dallas Mavericks | 68  | 12  | 25,0 | 52,3 | 40,5 | 79,5 | 3,4 | 3,5 | 0,5 | 0,0 | 12,6 |
| 2021-2022 | Dallas Mavericks | 79  | 61  | 31,9 | 50,2 | 37,3 | 84,0 | 3,9 | 4,8 | 0,8 | 0,0 | 16,3 |
| 2022-2023 | N.Y. Knicks      | 68  | 68  | 35,0 | 49,1 | 41,6 | 82,9 | 3,5 | 6,2 | 0,9 | 0,2 | 24,0 |
| 2023-2024 | N.Y. Knicks      | 77  | 77  | 35,4 | 47,9 | 40,1 | 84,7 | 3,6 | 6,7 | 0,9 | 0,2 | 28,7 |
| 2024-2025 | N.Y. Knicks      | 65  | 65  | 35,4 | 48,8 | 38,3 | 82,1 | 2,9 | 7,3 | 0,9 | 0,1 | 26,0 |
| Carriera  | Carriera         | 487 | 337 | 28,3 | 48,9 | 39,1 | 82,4 | 3,2 | 4,7 | 0,7 | 0,1 | 16,9 |

#### Play-off
| Anno     | Squadra          | PG | PT | MP   | TC%  | 3P%  | TL%  | RP  | AP  | PRP | SP  | PP   |
| -------- | ---------------- | -- | -- | ---- | ---- | ---- | ---- | --- | --- | --- | --- | ---- |
| 2021     | Dallas Mavericks | 7  | 0  | 16,3 | 45,5 | 46,2 | 76,9 | 2,6 | 1,4 | 0,0 | 0,0 | 8,0  |
| 2022     | Dallas Mavericks | 18 | 18 | 34,9 | 46,6 | 34,7 | 80,0 | 4,6 | 3,7 | 0,8 | 0,1 | 21,6 |
| 2023     | N.Y. Knicks      | 11 | 11 | 40,3 | 47,4 | 32,5 | 91,2 | 4,9 | 5,6 | 1,5 | 0,1 | 27,8 |
| 2024     | N.Y. Knicks      | 13 | 13 | 39,8 | 44,4 | 31,0 | 77,5 | 3,3 | 7,5 | 0,8 | 0,2 | 32,4 |
| 2025     | N.Y. Knicks      | 18 | 18 | 37,8 | 46,1 | 35,8 | 85,1 | 3,4 | 7,0 | 0,4 | 0,3 | 29,4 |
| Carriera | Carriera         | 67 | 60 | 35,6 | 46,0 | 34,2 | 82,6 | 3,9 | 5,4 | 0,7 | 0,1 | 25,4 |

#### Massimi in carriera
- Massimo di punti: 61 vs San Antonio Spurs (30 marzo 2024)[4]
- Massimo di rimbalzi: 11 (2 volte)
- Massimo di assist: 13 vs Charlotte Hornets (26 ottobre 2022)
- Massimo di palle rubate: 5 vs Memphis Grizzlies (14 gennaio 2022)
- Massimo di stoppate: 3 vs Atlanta Hawks (20 gennaio 2023)
- Massimo di minuti giocati: 48 vs Miami Heat (10 maggio 2023)

## Palmarès

### College
- Titoli NCAA: 2

Villanova Wildcats: 2016, 2018
- Sporting News Player of the Year (2018)
- APP Award (2018)
- NABC Player of the Year (2018)
- Oscar Robertson Trophy (2018)
- Naismith College Player of the Year (2018)
- Bob Cousy Award (2018)
- John R. Wooden Award (2018)

### NBA
- NBA All-Star Game (2024,2025)

- All-NBA Team: 2

Second Team: 2024, 2025

## Vita privata
Il 21 settembre 2022, Brunson ha annunciato il suo fidanzamento con la storica fidanzata Ali Marks, conosciuta ai tempi del liceo. La proposta è avvenuta nella palestra della Stevenson High School, dopo l'inserimento di Brunson nella Hall of Fame sportiva della scuola. Il 29 luglio 2023, Brunson ha sposato Marks al The Ritz-Carlton Chicago, alla presenza di compagni di squadra attuali ed ex. Il matrimonio è stato spostato rispetto al fine settimana del Labor Day (2 settembre) per consentire la selezione di Brunson nella squadra nazionale maschile di basket degli Stati Uniti per la Coppa del Mondo FIBA 2023. Brunson è un caro amico di Josh Hart, suo ex compagno di squadra a Villanova ed attuale compagno nei Knicks. Molti altri ex compagni di squadra di Villanova e dei Knicks hanno partecipato al matrimonio, tra cui Donte DiVincenzo che ha svolto il ruolo di testimone. Il 19 Agosto 2024 Jalen annuncia la nascita della primogenita Jordyn James Brunson, nata il 31 Luglio 2024.